# Tepectipa
Tepectipa är en ort i Mexiko.   Den ligger i kommunen Calpan och delstaten Puebla, i den sydöstra delen av landet, 80 km sydost om huvudstaden Mexico City. Tepectipa ligger 2 417 meter över havet och antalet invånare är 322.
Terrängen runt Tepectipa är kuperad åt sydväst, men åt nordost är den platt. Terrängen runt Tepectipa sluttar brant österut. Runt Tepectipa är det ganska glesbefolkat, med 50 invånare per kvadratkilometer. Närmaste större samhälle är Cholula, 16,8 km öster om Tepectipa. I omgivningarna runt Tepectipa växer huvudsakligen savannskog.